# A Truly Western Experience
A Truly Western Experience è l'album d'esordio di k.d. lang e del suo gruppo "Reclines", pubblicato nel 1984.

## Tracce
1. Bopalena (Pierce, Tillis) – 2:30
2. Pine and Stew (k.d.lang) – 3:25
3. Up to Me (MacDougall) – 3:06
4. Tickled Pink (Bjarnason, lang, MacDougall, Matthews, Scott) – 3:22
5. Hanky Panky(Bjarnason, lang, MacDougall, Matthews, Scott) – 1:59
6. There You Go (Haddock, Miller, Stevenson) – 2:237. Busy Being Blue(MacDougall) – 4:00
7. Stop, Look and Listen(Cline) – 2:13
8. Hooked on Junk (Elgar) – 3:35

## Formazione
- k.d. lang - voce, chitarra acustica
- Dave Bjarnason - batteria
- Jamie Kidd - organo
- Gary Koliger - chitarra elettrica
- Stewart MacDougall - piano, cori
- Gordie Matthews - chitarra
- Farley Scott - basso
- Michael Shellard - cori